# 黄一道
黄一道（1484年—？），字唯夫，號月溪，廣東揭阳人，明朝政治人物，進士出身。

## 生平
正德十六年（1521年）登二甲進士。授户部主事，升郎中，嘉靖六年（1527年）六月同巡仓御史吴仲督运漕粮十五万石至宣府边卫。
曾于嘉靖十三年（1534年）接替叶观任兴化府知府一职，嘉靖十四年（1535年）由许琯接任。

## 家族
曾祖黄森。祖父黄鑑。父黄勲，教授。母王氏。严侍下。弟黄一德。